# Studio Ghibli
Studio Ghibli Inc. (japonsko 株式会社スタジオジブリ, Kabushiki-kaisha Sutajio Jiburi) je japonski animacijski studio, ki sta ga leta 1985 ustanovila animatorja Hajao Mijazaki in Isao Takahata, takrat zaposlena pri produkcijski hiši Toei-Doga.

## Zgodovina
Prvi Ghiblijev celovečerni film, Nausicaä iz Dežele vetra (風の谷のナウシカ, Kaze no tani no Naushika) je bil izdan že leto pred tem. Financiral ga je Jasujoši Tokuma, predsednik založniške hiše Tokuma Šoten. Tokuma je ustanoviteljema prepustil popolno umetniško svobodo, kar se mu je obrestovalo že takoj na začetku. Nausicaä je bil na Japonskem velik hit, ki si ga je v kinih ogledalo več kot milijon gledalcev, dobro pa je bil sprejet tudi pri kritikih. Na podlagi tega uspeha je bil Studio Ghibli tudi formalno ustanovljen kot podružnica založbe, z izvršnim direktorjem Tošiem Suzukijem na čelu.

### Izvor imena
Ime »Ghibli«, ki ga je izbral Mijazaki, ponazarja njegovo frustracijo nad takratno animejsko produkcijo, zaradi katere sta ustanovitelja šla na svoje, hkrati pa tudi njegovo navdušenje nad starinskimi letali in Sredozemljem. Ime izhaja iz kodnega naziva za italijansko izvidniško letalo Caproni CA-309 iz druge svetovne vojne, ta pa iz libijske besede za vroč jugo. To po Mijazakijevih besedah simbolizira vlogo studia kot »vroč veter, ki bo zapihal v svetu japonske animacije«.

### Vzpon
Ustvarjalna politika je bila sprva takšna, da je studio v trenutni projekt vložil vsa svoja sredstva in energijo in če bi bil izdelek polomija, bi to pomenilo njegov konec. Tako so nastali prvi štirje celovečerni animeji in vsak od njih je povečal ugled ter prepoznavnost studia. Leta 1989 pa je izšel njihov dotlej najuspešnejši celovečerec, Kikina dostavna služba (魔女の宅急便, Majo no Takkyūbin), ki je bil uspešnica leta na Japonskem in studiu prinesel več prihodkov kot vsi dotedanji filmi skupaj. Improvizirani pogoji, v katerih je deloval studio, niso bili več zadostni. Mijazaki je prepričal vodstvo matičnega podjetja da mu odobri dodatna sredstva in studio je zaposlil dodatne animatorje, vzpostavil šolo animacije ter zgradil nove prostore, ki so zamenjali najete pisarne.
Studio Ghibli še vedno ustvarja skoraj izključno celovečerne animeje, kar predstavlja bistveno večje poslovno tveganje kot pri konkurenčnih studiih. Kljub temu so njihovi filmi po pravilu izredno dobro sprejeti na Japonskem, studio pa ima veliko zaslug tudi za popularizacijo animejev med najširšim občinstvom na Zahodu. Prva mednarodno distribuirana uspešnica studija je bil anime Princesa Mononoke (もののけ姫, Mononoke-hime) iz leta 1997, visokoproračunska fantazijska saga o človekovem odnosu do okolja, postavljena v srednjeveško Japonsko. Princesa Mononoke je podrl rekord zaslužka v japonskih kinematografih, saj je v sedmih mesecih prinesel 150 milijonov dolarjev prihodkov. Kot prvi klasični anime je bil predvajan v Sloveniji (leta 2000 v okviru festivala Liffe), a v rednem kino programu dve leti kasneje ni bil uspešen. Tudi v ZDA je bil deležen mešanega odziva javnosti, predvsem zaradi kompleksnosti in temačnih motivov, kakršnih zahodnih risank vajeno občinstvo ni pričakovalo.
Leta 2001 je izšel Ghiblijev do sedaj najuspešnejši anime, Čudežno potovanje (千と千尋の神隠し, Sen to Chihiro no Kamikakushi). Še pred premiero v ZDA je prinesel 200 milijonov dolarjev prihodkov in je do danes finančno najuspešnejši film vseh časov na japonskem (Princesa Mononoke je na tretjem mestu, drugi pa je ameriški film Titanik). Anime je bil nepričakovano nominiran za oskarja za najboljši animirani film in ga na podelitvi leta 2002 tudi prejel, kljub temu, da ga distributer (The Walt Disney Company) ni posebej promoviral. Bil je tudi prvi animirani film v zgodovini, ki je na Berlinalu prejel glavno nagrado - zlatega medveda.

## Studio Ghibli danes
Družba za gospodarske analize NiikeiPB Consulting je v svoji raziskavi Brand Japan 2008 ugotovila, da je blagovna znamka Studio Ghibli druga po prepoznavnosti in priljubljenosti na Japonskem v kategoriji podjetij, ki poslujejo neposredno s potrošniki. Trenutni predsednik studia je od 1. februarja 2008 Kodži Hošino, nekdanji predsednik japonske podružnice The Walt Disney Company, ki je položaj prevzel od Tošia Suzukija.
Studiev zadnji anime je Miyazakijev Ponjo na skali ob morju (崖の上のポニョ, Gake no Ue no Ponyo), ki je na Japonskem izšel 19. julija 2008. Gre za priredbo Andersenove pravljice Mala morska deklica. Ghiblijevi (posebej Mijazakijevi) animeji so vedno vsebovali zahodnjaške motive, Ponjo pa je tretji v seriji najnovejših animejev, ki so nastali neposredno po literarni predlogi zahodnih avtorjev - Čarovnik Howl in gibljivi grad (ハウルの動く城, Hauru no Ugoku Shiro, 2004) je bil posnet po istoimenskem romanu britanske pisateljice Diane Wynne Jones, Zgodbe iz Zemljemorja (ゲド戦記, Gedo Senki, 2006), ki ga je režiral Hajaov sin Gorō, pa po istoimenski seriji romanov ameriške pisateljice Ursule K. Le Guin. Glasbo za večino studievih animejev (vse Hajaove) ustvarja skladatelj Joe Hisaiši.
Vse naslove v tujini distribuira The Walt Disney Company oz. njegova podružnica Miramax Films. Studio Ghibli je znan po tem, da ne dovoli nikakršnega prirejanja svojih filmov za tuje trge. Takšna stroga politika je posledica ravnanja z animejem Nausicaä iz Dežele vetra; pri The Walt Disney Company, ki so odkupili pravice za distribucijo vseh (tudi starejših) naslovov, so anime drastično spremenili za ameriški trg (izdan je bil pod naslovom Warriors of the Wind - Bojevniki vetra). Izrezanih je bilo več prizorov, pri ustvarjanju dialogov v angleščini pa so bistveno spremenili celotno zgodbo. Ko je odgovorni pri Miramaxu predlagal, da bi prilagodili tudi Princeso Mononoke, je od producenta prejel avtentično katano s preprostim sporočilom: »No cuts« (»Nobenega rezanja«).

## Filmografija

### Celovečerni animeji
| Film                           | Izvirni naslov                                               | Premiera          | Režiser              | Opombe                                                  |
| ------------------------------ | ------------------------------------------------------------ | ----------------- | -------------------- | ------------------------------------------------------- |
| Nausicaä iz Doline vetra       | 風の谷のナウシカ, Kaze no Tani no Naushika                   | 11. marec 1984    | Hajao Mijazaki       | pred ustanovitvijo studija                              |
| Laputa: Grad na nebu           | 天空の城ラピュタ, Tenkū no Shiro Rapyuta                     | 2. avgust 1986    | Hajao Mijazaki       |                                                         |
| Grob kresničk                  | 火垂るの墓, Hotaru no Haka                                   | 16. april 1988    | Isao Takahata        | Predvajan skupaj z Moj sosed Totoro                     |
| Moj sosed Totoro               | となりのトトロ, Tonari no Totoro                             | 16. april 1988    | Hajao Mijazaki       | Predvajan skupaj z Grobom kresničk                      |
| Kikina dostavna služba         | 魔女の宅急便, Majo no Takkyūbin                              | 29. julij 1989    | Hajao Mijazaki       |                                                         |
| Šele včeraj                    | おもひでぽろぽろ, Omoide Poro Poro                           | 20. julij 1991    | Isao Takahata        |                                                         |
| Porco Rosso                    | 紅の豚, Kurenai no Buta                                      | 18. julij 1992    | Hajao Mijazaki       |                                                         |
| Morski valovi                  | 海がきこえる, Umi ga Kikoeru                                 | 5. maj 1993       | Tomomi Močizuki      | televizijski film; tudi pod naslovom Slišim lahko morje |
| Pom Poko                       | 平成狸合戦ぽんぽこ, Heisei Tanuki Gassen Ponpoko             | 16. julij 1994    | Isao Takahata        |                                                         |
| Če dobro prisluhneš            | 耳をすませば, Mimi o Sumaseba                                | 15. julij 1995    | Jošifumi Kondo       |                                                         |
| Princesa Mononoke              | もののけ姫, Mononoke-hime                                    | 12. julij 1997    | Hajao Mijazaki       |                                                         |
| Moji sosedje Yamade            | ホーホケキョとなりの山田くん, Hōhokekyo Tonari no Yamada-kun | 17. julij 1999    | Isao Takahata        |                                                         |
| Čudežno potovanje              | 千と千尋の神隠し, Sen to Chihiro no Kamikakushi              | 27. julij 2001    | Hajao Mijazaki       |                                                         |
| Maček se vrača                 | 猫の恩返し, Neko no Ongaeshi                                 | 20. julij 2002    | Hirojuki Morita      |                                                         |
| Čarovnik Howl in gibljivi grad | ハウルの動く城, Hauru no Ugoku Shiro                         | 20. november 2004 | Hajao Mijazaki       |                                                         |
| Zgodbe iz Zemljemorja          | ゲド戦記, Gedo Senki                                         | 29. julij 2006    | Gorō Mijazaki        |                                                         |
| Ponyo ob morju                 | 崖の上のポニョ, Gake no Ue no Ponyo                          | 19. julij 2008    | Hajao Mijazaki       |                                                         |
|                                | 借りぐらしのアリエッティ, Karigurashi no Arietti             | 17. julij 2010    | Hiromasa Jonebajaši  | produciral Studio Ghibli za Toho Co.                    |
| Zaveje veter                   | 風立ちぬ, Kaze Tachinu                                       | 20. julij 2013    | Hajao Mijazaki       |                                                         |
| Zgodba princese Kaguya         | かぐや姫の物語, Kaguya-hime no Monogatari                    | 23. november 2013 | Isao Takahata        |                                                         |
| Ko je Marnie bila tam          | 思い出のマーニー, Hepburn: Omoide no Mānī                    | 19. julij 2014    | Hiromasa Jonebajaši  |                                                         |
| Rdeča želva                    | La Tortue Rouge; レッドタートル ある島の物語, Reddo Tātoru   | 18. maj 2016      | Michaël Dudok de Wit | koprodukcija z več francoskimi studii                   |
|                                | アーヤと魔女, Āya to Majo                                    | 30. december 2020 | Gorō Mijazaki        |                                                         |
| Deček in čaplja                | 君たちはどう生きるか, Kimitachi wa Dō Ikiru ka               | 14. julij 2023    | Hajao Mijazaki       |                                                         |